# Ник, Эшли
Эшли Линн Ник (англ. Ashley Lynn Nick; 27 октября 1987, Монровия, Калифорния) — американская футболистка, полузащитница.

## Биография
В детстве занималась футболом в калифорнийских командах «Санта-Анита» (Аркадия), «Слэммерз» (Ньюпорт-Бич) и в команде средней школы Аркадии. На студенческом уровне выступала за команду Университета Южной Калифорнии, была её капитаном. Чемпионка NCAA 2007 года. В 2009 году начала взрослую карьеру в команде любительской W-лиги «Баффало Флэш».
В 2010 году впервые перешла в европейский клуб — нидерландский «Твенте», где провела два сезона. Становилась чемпионкой (2010/11) и вице-чемпионкой (2011/12) Нидерландов, участвовала в играх еврокубков. Осенью 2012 года выступала в Норвегии за «Арна-Бьорнар». В начале 2013 года вернулась в США, где некоторое время играла за «Пали Блюз» в W-лиге (команда в итоге стала победительницей турнира), а затем провела 4 матча за клуб профессиональной лиги NWSL «Скай Блю».
В сентябре 2013 года вместе с группой игроков из США перешла на правах аренды в российский клуб «Зоркий» (Красногорск). Дебютный матч в высшей лиге России сыграла 9 сентября 2013 года против «Измайлово», отыграв первый тайм. Всего в высшей лиге сыграла 8 матчей и стала бронзовым призёром осеннего сезона 2013 года. В Лиге чемпионов за российский клуб сыграла 4 матча и забила 2 гола.
В 2014 году вернулась в «Скай Блю», где провела полноценный сезон, сыграв 22 матча. Осенью того же года участвовала в играх Лиги чемпионов за «Аполлон» (Лимасол). В 2015 году играла за клубы NWSL «Хьюстон Дэш» и «Уэстерн Нью-Йорк Флэш», а зимой 2015/16 снова выступала на Кипре. В 2016 году снова ненадолго вернулась в «Скай Блю», но вскоре приостановила профессиональную карьеру.
В сезоне 2018/19 выступала за итальянский «Ювентус», стала чемпионкой и обладательницей Кубка Италии, но не была основным игроком клуба, сыграв только 7 матчей.

## Личная жизнь
Родственники по материнской линии — дед Клэй Мэттьюз-старший, дядья Брюс и Клэй-младший, кузены Клэй-третий и Кевин — известные игроки в американский футбол. Клэй-младший включён в зал славы лиги NFL.